# Бараново (Вытегорский район)
Бараново — деревня в Вытегорском районе Вологодской области.
Входит в состав Анхимовского сельского поселения, с точки зрения административно-территориального деления — в Анхимовский сельсовет.
Расположена на берегу Ундозера. Расстояние по автодороге до районного центра Вытегры — 62 км, до центра муниципального образования посёлка Белоусово — 52 км. Ближайшие населённые пункты — Замошье, Мошниковская, Ундозерский Погост.
По переписи 2002 года население — 7 человек.